# Takahiro Ushiyama
Takahiro Ushiyama (jap. 牛山 貴広 Ushiyama Takahiro; * 1. Mai 1981 in Hara) ist ein ehemaliger japanischer Eisschnellläufer.

## Werdegang
Ushiyama nahm in der Saison 2000/01 in Heerenveen erstmals am Eisschnelllauf-Weltcup teil, wobei er in der B-Gruppe den 13. Platz über 5000 m und den sechsten Platz über 1500 m errang. Bei den Einzelstreckenweltmeisterschaften 2001 in Salt Lake City lief er auf den 21. Platz über 1500 m und bei der Mehrkampfweltmeisterschaft 2001 in Budapest auf den 14. Rang im Großen-Vierkampf. In den folgenden Jahren belegte er bei der Mehrkampfweltmeisterschaft 2002 in Heerenveen den 13. Platz im Großen-Vierkampf, bei den Einzelstreckenweltmeisterschaften 2003 in Berlin den 18. Rang über 1500 m und bei den Einzelstreckenasienmeisterschaften 2004 in Chuncheon den fünften Platz über 1000 m sowie den vierten Platz über 1500 m. Zudem siegte er bei den japanischen Meisterschaften 2003 über 1500 m. In der Saison 2004/05 erreichte er in Hamar mit dem vierten Platz in der Teamverfolgung sein bestes Ergebnis im Weltcup und wurde jeweils japanischer Meister im Großen-Vierkampf, über 1500 m und 5000 m. Zudem kam er bei den Einzelstreckenasienmeisterschaften 2005 in Shibukawa jeweils auf den vierten Platz über 5000 m und 10000 m, bei der Mehrkampfweltmeisterschaft 2005 in Moskau auf den 13. Platz im Großen-Vierkampf und bei den Einzelstreckenweltmeisterschaften 2005 in Inzell auf den 11. Platz über 1500 m sowie auf den achten Rang in der Teamverfolgung. Bei der Winter-Universiade 2005 in Innsbruck lief er auf den fünften Platz über 1000 m und auf den vierten Rang über 1500 m. In der Saison 2005/06 wiederholte er in Turin mit dem vierten Platz in der Teamverfolgung sein bestes Ergebnis im Weltcup und absolvierte in Klobenstein seinen letzten Weltcup, welchen er in der B-Gruppe auf dem siebten Platz über 1000 m beendete. Zudem wurde er japanischer Meister im Großen-Vierkampf und errang bei der Mehrkampfweltmeisterschaft 2006 in Calgary den 20. Platz im Großen-Vierkampf. Beim Saisonhöhepunkt den Olympischen Winterspielen 2006 in Turin, belegte er den 35. Platz über 1500 m, den 28. Rang über 1000 m und den 27. Platz über 5000 m. Außerdem lief er dort in der Teamverfolgung auf den achten Platz.

## Erfolge

### Olympische Spiele
- 2006 Turin: 8. Platz Teamverfolgung, 27. Platz 5000 m, 28. Platz 1000 m, 35. Platz 1500 m

### Einzelstrecken-Weltmeisterschaften
- 2001 Salt Lake City: 21. Platz 1500 m
- 2003 Berlin: 18. Platz 1500 m
- 2005 Inzell: 8. Platz Teamverfolgung, 11. Platz 1500 m

### Mehrkampf-Weltmeisterschaften
- 2001 Budapest: 14. Platz Großer-Vierkampf
- 2002 Heerenveen: 13. Platz Großer-Vierkampf
- 2005 Moskau: 13. Platz Großer-Vierkampf
- 2006 Calgary: 20. Platz Großer-Vierkampf

### Asienmeisterschaften
- 2004 Chuncheon: 4. Platz 1500 m, 5. Platz 1000 m
- 2005 Shibukawa: 4. Platz 5000 m, 4. Platz 10000 m

## Persönliche Bestzeiten
| Disziplin | Zeit         | Datum             | Ort            |
| --------- | ------------ | ----------------- | -------------- |
| 500 m     | 36,06 s      | 18. März 2006     | Calgary        |
| 1000 m    | 1:09,28 min  | 19. November 2005 | Salt Lake City |
| 1500 m    | 1:46,75 min  | 18. November 2005 | Salt Lake City |
| 3000 m    | 3:53,03 min  | 14. August 2005   | Calgary        |
| 5000 m    | 6:28,03 min  | 13. November 2005 | Calgary        |
| 10000 m   | 14:01,82 min | 24. November 2002 | Heerenveen     |